# グスタボ・クエルテン
グスタボ・クエルテン（Gustavo Kuerten, 1976年9月10日 - ）は、ブラジル・サンタカタリーナ州フロリアノーポリス出身の男子プロテニス選手。1997年・2000年、2001年の3度、全仏オープン男子シングルスで優勝した。ATPランキング自己最高位はシングルス1位、ダブルス38位。ATPツアーシングルス20勝、ダブルス8勝を挙げた。身長190cm、体重83kg。右利き、バックハンド・ストロークは片手打ち。「グーガ」（Guga）という愛称で呼ばれている。
全仏オープンで3度の優勝、2000年テニス・マスターズ・カップ優勝、ATPマスターズシリーズで5度の優勝と5度の準優勝を挙げるなどブラジル人テニス選手として歴代トップの成績を残した。

## 選手経歴
クエルテンは6歳の時から、両親と一緒にテニスを始めた。彼が9歳の時、父親がジュニアの試合の審判中に急死してしまう。1995年にプロ入りし、1996年から男子テニス国別対抗戦デビスカップブラジル代表選手に選ばれた。1996年9月のワールドグループ・プレーオフは、ブラジルホームとしてサンパウロ市内で行われ、ブラジルはオーストリアと対戦した。クエルテンはシングルス第2試合に勝ち、先輩選手のジャイミ・オンシンスと組んでダブルス第3試合にも出場した。この時、地元ブラジルの観客の応援に気を悪くしたオーストリアのペアが、最終第5セットでクエルテンたちが2-0とリードしたところ (ゲームカウント:7-6, 4-6, 6-3, 3-6, 2-0) で試合を放棄し、残るシングルス2試合も拒否する珍事が起こった。
1997年全仏オープンで、当時20歳だったクエルテンは、世界ランキング66位のノーシード選手であったが、当時世界最新の打ち方と言われた腰の回転を最大限に生かしたフォアハンドや、正確で鋭いバックハンドのストレートを武器にして勝ち進んだ。3回戦では1995年全仏オープン優勝者のトーマス・ムスター、準々決勝で前年優勝者のエフゲニー・カフェルニコフを破り、決勝では1993年と1994年の優勝者セルジ・ブルゲラに6-3, 6-4, 6-2のストレートで勝利し、過去3人の全仏優勝者を破って初優勝を決めた。大半のプロテニス選手が白を基調としたウェアを着用していた中で、クエルテンはブラジル人が愛用するカナリア色のテニスウェアをまとい、当時のテニス界に鮮烈な印象を与えた。本人はこれほど勝ち進むとは思わなかったため、手元のウェアが足りなくなり、急遽メーカーから調達したとの逸話が残っている。現地ブラジルでは、クエルテンの全仏初優勝の報道を聞いて“即席カーニバル”のような祝賀ムードになったという。ブラジル人のテニス選手としては1960年代にマリア・ブエノの活躍があったが、クエルテンは同国の男子選手として最初の4大大会シングルス優勝者になった。
それからしばらく好成績が出なかったが、2000年にキャリアの絶頂期を迎え、2000年全仏オープンで3年ぶり2度目の優勝を果たす。この時は決勝戦でマグヌス・ノーマンに6-2, 6-3, 2-6, 7-6で競り勝った。この年は世界ランキング上位8名しか出場できない男子ツアー最終戦テニス・マスターズ・カップでも、決勝でアンドレ・アガシを破って初優勝を飾った。こうしてクエルテンはマラト・サフィンを僅差で抜き、当年度の年間最終ランキング1位に輝いた。
2001年全仏オープン決勝ではアレックス・コレチャを6-7, 7-5, 6-2, 6-0で破り、2年連続3度目の優勝を飾った。全仏3勝はイワン・レンドル、マッツ・ビランデルと並ぶ大会歴代4位タイ記録である。しかし、2001年末のテニス・マスターズ・カップでは予選のラウンドロビン（4人の総当たり戦）で敗退したため、世界ランキング1位の座をレイトン・ヒューイットに奪われた。
1990年代半ばから、男子プロテニス界には芝・クレーなどテニスコートのサーフェスごとにスペシャリストが多く出るようになったが、クエルテンは全仏オープン3勝が物語るように、クレーコートで無類の強さを発揮してきた。他のサーフェスの4大大会では、ウィンブルドン選手権では1999年、全米オープンでは1999年と2001年の2度ベスト8進出がある。
クエルテンは長らく臀部の怪我に悩まされ、ツアー戦線から離脱していた。2007年11月7日には、生まれつき脳性麻痺を患っていた末の弟を亡くしている。そしてついに、彼は2008年限りでの現役引退を表明した。最後の大会に選んだ2008年全仏オープンでは、シングルス1回戦で第18シードのポール＝アンリ・マチューに3-6, 2-6, 4-6のストレートで敗退した。
クエルテンは2012年に国際テニス殿堂入りを果たした。2016年リオ五輪では聖火ランナーも務めた。

## ATPツアー決勝進出結果

### シングルス: 29回 (20勝9敗)
| 大会グレード                                  |
| グランドスラム (3–0)                          |
| テニス・マスターズ・カップ (1–0)              |
| ATPマスターズシリーズ (5–5)                   |
| ATPインターナショナルシリーズ・ゴールド (4–1) |
| ATPインターナショナルシリーズ (7–3)           |

| サーフェス別タイトル |
| ハード (6–4)         |
| クレー (14–4)        |
| 芝 (0–0)             |
| カーペット (0–1)     |

| 結果   | No. | 決勝日         | 大会                 | サーフェス        | 対戦相手                     | スコア                             |
| ------ | --- | -------------- | -------------------- | ----------------- | ---------------------------- | ---------------------------------- |
| 優勝   | 1.  | 1997年6月8日   | 全仏オープン         | クレー            | セルジ・ブルゲラ             | 6-3, 6-4, 6-2                      |
| 準優勝 | 1.  | 1997年6月15日  | ボローニャ           | クレー            | フェリックス・マンティーリャ | 6-4, 2-6, 1-6                      |
| 準優勝 | 2.  | 1997年8月3日   | モントリオール       | ハード            | クリス・ウッドラフ           | 5-7, 6-4, 3-6                      |
| 優勝   | 2.  | 1998年7月26日  | シュトゥットガルト   | クレー            | カロル・クチェラ             | 4-6, 6-2, 6-4                      |
| 優勝   | 3.  | 1998年10月4日  | マヨルカ             | クレー            | カルロス・モヤ               | 6-7(5-7), 6-2, 6-3                 |
| 優勝   | 4.  | 1999年4月25日  | モンテカルロ         | クレー            | マルセロ・リオス             | 6-4, 2-1 途中棄権                  |
| 優勝   | 5.  | 1999年5月16日  | ローマ               | クレー            | パトリック・ラフター         | 6-4, 7-5, 7-6(8-6)                 |
| 優勝   | 6.  | 2000年3月5日   | サンティアゴ         | クレー            | マリアノ・プエルタ           | 7-6(7-3), 6-3                      |
| 準優勝 | 3.  | 2000年4月2日   | マイアミ             | ハード            | ピート・サンプラス           | 1-6, 7-6(7-2), 6-7(5-7), 6-7(8-10) |
| 準優勝 | 4.  | 2000年5月14日  | ローマ               | クレー            | マグヌス・ノーマン           | 3-6, 6-4, 4-6, 4-6                 |
| 優勝   | 7.  | 2000年5月21日  | ハンブルク           | クレー            | マラト・サフィン             | 6-4, 5-7, 6-4, 5-7, 7-6(7-3)       |
| 優勝   | 8.  | 2000年6月11日  | 全仏オープン         | クレー            | マグヌス・ノーマン           | 6-2, 6-3, 2-6, 7-6(8-6)            |
| 優勝   | 9.  | 2000年8月20日  | インディアナポリス   | ハード            | マラト・サフィン             | 3-6, 7-6(7-2), 7-6(7-2)            |
| 優勝   | 10. | 2000年12月3日  | リスボン             | ハード (室内)     | アンドレ・アガシ             | 6-4, 6-4, 6-4                      |
| 優勝   | 11. | 2001年2月25日  | ブエノスアイレス     | クレー            | ホセ・アカスソ               | 6-1, 6-3                           |
| 優勝   | 12. | 2001年5月4日   | アカプルコ           | クレー            | ガロ・ブランコ               | 6-4, 6-2                           |
| 優勝   | 13. | 2001年4月22日  | モンテカルロ         | クレー            | ヒシャム・アラジ             | 6-3, 6-2, 6-4                      |
| 準優勝 | 5.  | 2001年5月13日  | ローマ               | クレー            | フアン・カルロス・フェレーロ | 6-3, 1-6, 6-2, 4-6, 2-6            |
| 優勝   | 14. | 2001年6月10日  | 全仏オープン         | クレー            | アレックス・コレチャ         | 6-7(3-7), 7-5, 6-2, 6-0            |
| 優勝   | 15. | 2001年7月22日  | シュトゥットガルト   | クレー            | ギリェルモ・カナス           | 6-3, 6-2, 6-4                      |
| 優勝   | 16. | 2001年8月12日  | シンシナティ         | ハード            | パトリック・ラフター         | 6-1, 6-3                           |
| 準優勝 | 6.  | 2001年8月19日  | インディアナポリス   | ハード            | パトリック・ラフター         | 2-4 途中棄権                       |
| 優勝   | 17. | 2002年9月15日  | コスタ・ド・サイペ   | ハード            | ギリェルモ・コリア           | 6-7(4-7), 7-5, 7-6(7-2)            |
| 準優勝 | 7.  | 2002年10月13日 | リヨン               | カーペット (室内) | ポール＝アンリ・マチュー     | 6-4, 3-6, 1-6                      |
| 優勝   | 18. | 2003年1月12日  | オークランド         | ハード            | ドミニク・フルバティ         | 6-3, 7-5                           |
| 準優勝 | 8.  | 2003年3月16日  | インディアンウェルズ | ハード            | レイトン・ヒューイット       | 1-6, 1-6                           |
| 優勝   | 19. | 2003年10月26日 | サンクトペテルブルク | ハード (室内)     | サルギス・サルグシアン       | 6-4, 6-3                           |
| 準優勝 | 9.  | 2004年2月15日  | ビニャ・デル・マール | クレー            | フェルナンド・ゴンサレス     | 5-7, 4-6                           |
| 優勝   | 20. | 2004年2月29日  | コスタ・ド・サイペ   | クレー            | アグスティン・カレリ         | 3-6, 6-2, 6-3                      |

### ダブルス: 10回 (8勝2敗)
| 結果   | No. | 決勝日         | 大会               | サーフェス        | パートナー               | 対戦相手                                        | スコア        |
| ------ | --- | -------------- | ------------------ | ----------------- | ------------------------ | ----------------------------------------------- | ------------- |
| 優勝   | 1.  | 1996年11月10日 | サンティアゴ       | クレー            | フェルナンド・メリジェニ | ディヌ・ペスカリュー アルベルト・ポルタス       | 6-4, 6-2      |
| 優勝   | 2.  | 1997年4月13日  | エストリル         | クレー            | フェルナンド・メリジェニ | アンドレア・ガウデンツィ フィリッポ・メッソーリ | 6-2, 6-2      |
| 優勝   | 3.  | 1997年6月15日  | ボローニャ         | クレー            | フェルナンド・メリジェニ | デイブ・ランドール ジャック・ワイト             | 6-2, 7-5      |
| 優勝   | 4.  | 1997年7月20日  | シュトゥットガルト | クレー            | フェルナンド・メリジェニ | ドナルド・ジョンソン フランシスコ・モンタナ     | 6-4, 6-4      |
| 優勝   | 5.  | 1998年7月12日  | グシュタード       | クレー            | フェルナンド・メリジェニ | ダニエル・オルサニッチ シリル・スーク           | 6-4, 7-5      |
| 優勝   | 6.  | 1999年1月10日  | アデレード         | ハード            | ニコラス・ラペンティ     | ジム・クーリエ パトリック・ガルブレイス         | 6-4, 6-4      |
| 優勝   | 7.  | 2000年3月5日   | サンティアゴ       | クレー            | アントニオ・プリエト     | ラン・ベイル ピート・ノーバル                   | 6-2, 6-4      |
| 優勝   | 8.  | 2001年3月4日   | アカプルコ         | クレー            | ドナルド・ジョンソン     | デビッド・アダムズ マルティン・ガルシア         | 6-3, 7-6(7-5) |
| 準優勝 | 1.  | 2002年9月15日  | コスタ・ド・サイペ | ハード            | アンドレ・サ             | スコット・ハンフリーズ マーク・マークレイン     | 3-6, 6-7(1-7) |
| 準優勝 | 2.  | 2002年11月3日  | パリ               | カーペット (室内) | セドリック・ピオリーン   | ニコラ・エスクード ファブリス・サントロ         | 3-6, 6-7(1-7) |

## 4大大会優勝
- 全仏オープン：3勝（1997, 2000, 2001年）

| 年     | 大会         | 対戦相手             | 試合結果           |
| ------ | ------------ | -------------------- | ------------------ |
| 1997年 | 全仏オープン | セルジ・ブルゲラ     | 6-3, 6-4, 6-2      |
| 2000年 | 全仏オープン | マグヌス・ノーマン   | 6-2, 6-3, 2-6, 7-6 |
| 2001年 | 全仏オープン | アレックス・コレチャ | 6-7, 7-5, 6-2, 6-0 |

## 4大大会シングルス成績
略語の説明
| W | F | SF | QF | #R | RR | Q# | LQ | A | Z# | PO | G | S | B | NMS | P | NH |

W=優勝, F=準優勝, SF=ベスト4, QF=ベスト8, #R=#回戦敗退, RR=ラウンドロビン敗退, Q#=予選#回戦敗退, LQ=予選敗退, A=大会不参加, Z#=デビスカップ/BJKカップ地域ゾーン, PO=デビスカップ/BJKカッププレーオフ, G=オリンピック金メダル, S=オリンピック銀メダル, B=オリンピック銅メダル, NMS=マスターズシリーズから降格, P=開催延期, NH=開催なし.
| 大会           | 1996 | 1997 | 1998 | 1999 | 2000 | 2001 | 2002 | 2003 | 2004 | 2005 | 2006 | 2007 | 2008 | 通算成績 |
| -------------- | ---- | ---- | ---- | ---- | ---- | ---- | ---- | ---- | ---- | ---- | ---- | ---- | ---- | -------- |
| 全豪オープン   | A    | 2R   | 2R   | 2R   | 1R   | 2R   | 1R   | 2R   | 3R   | A    | A    | A    | A    | 7–8      |
| 全仏オープン   | 1R   | W    | 2R   | QF   | W    | W    | 4R   | 4R   | QF   | 1R   | A    | A    | 1R   | 36–8     |
| ウィンブルドン | A    | 1R   | 1R   | QF   | 3R   | A    | A    | 2R   | A    | A    | A    | A    | A    | 7–5      |
| 全米オープン   | A    | 3R   | 2R   | QF   | 1R   | QF   | 4R   | 1R   | 1R   | 2R   | A    | A    | A    | 15–9     |